# Flash Fire
Flash Fire è un romanzo del 2021 dell'autore TJ Klune, pubblicato in Italia nel 2025. Si tratta del seguito del romanzo The Extraordinaries.

## Trama
Un anno dopo gli eventi del libro precedente, il diciassettenne Nick Bell porta avanti una relazione con il suo migliore amico di sempre, Seth Grey, lo Straordinario Pyro Storm; Nick e le loro amiche, Gibby Gibson e Jazz Kensington, aiutano a distanza Seth nelle sue attività supereroistiche. Il loro operato è ostacolato dalla giornalista senza scrupoli Rebecca Firestone e dal miliardario Simon Burke, il cui figlio, Owen, è recluso in un ospedale psichiatrico sconosciuto in seguito agli eventi di un anno prima. Nonostante il ruolo di Simon nella follia in cui è precipitato Owen, non sono state trovate prove a suo carico. A causa delle macchinazioni di Firestone e Burke, in città si sviluppa un'ondata di malcontento e sospetto nei confronti dei supereroi.
Mentre Nick e Simon cercano di raggiungere intimità nella loro relazione e Nick nutre una crescente frustrazione per il suo desiderio di aiutare maggiormente Pyro Storm nelle sue imprese, i genitori di Gibby e Jazz scoprono la vera identità dell'eroe e che le loro figlie lo stanno aiutando. In particolare, i genitori di Gibby rimproverano aspramente Aaron Bell, il padre di Nick, per non aver detto loro nulla, temendo che, nel caso le cose dovessero mettersi male con la polizia, Gibby correrebbe maggiori rischi a causa della sua etnia.
Nick propone di ottenere il favore della popolazione attraverso un sito e profili social dedicati alla celebrazione di Pyro Storm. Un giorno, Simon Burke lo approccia e allude al fatto che Aaron gli nasconda qualcosa di importante. Successivamente, mentre si trova in soffitta con Jazz, Nick trova delle videocassette e scopre che sua madre Jenny, uccisa anni prima in una rapina, era dotata di poteri telecinetici e che lei e Aaron erano amici di Simon. Origliando una conversazione tra Aaron e Simon, Nick scopre che Jenny era la Straordinaria Guardiano, che aveva operato in città anni addietro prima di ritirarsi in seguito alla nascita di Nick. Inoltre, il ragazzo ha ereditato dalla madre i poteri telecinetici, che aveva manifestato fin da bambino; Aaron e Jenny, per proteggerlo, avevano deciso di somministrargli delle pillole chiamate Concentra, create da Burke, facendo credere a Nick che servissero a calmare i mal di testa dovuti all'ADHD. 
Non avendo preso le pillole da alcuni giorni, Nick inizia a manifestare i suoi poteri ma non riesce a controllarli. Sconvolto da quanto scoperto, scappa da Aaron e raggiunge Seth, il quale si sta incontrando con nuovi Straordinari: Miss Fatti, una super drag queen capace di controllare l'elettricità, e KC, un misterioso e cupo eroe a sua volta dotato di telecinesi. Nick spiega a loro i suoi nuovi poteri, quando vengono attaccati da due gemelli Straordinari soprannominati rispettivamente Fumo e Ghiaccio (capaci di manipolare tali elementi), inviati da Burke per uccidere Pyro Storm e Nick. Il gruppo riesce a combatterli, causando grossi danni, e Rebecca fa ricadere la colpa dell'avvenimento su Pyro Storm e Nick. Burke ne approfitta per lanciare una nuova iniziativa per rivelare la vera identità degli Straordinari con la scusa di proteggere i cittadini; in particolare, mette una grossa taglia su chiunque riuscirà a scoprire quella di Pyro Storm. Ciò porta Nick a essere perseguitato a scuola e per strada, a causa della sua nota vicinanza con Pyro Storm.
Nick si riavvicina ad Aaron, il quale esprime pentimento per le sue azioni e rivela che Burke sta prendendo un sempre maggior controllo della polizia e della città. In occasione del ballo di fine anno, Nick, Seth, Jazz e Gibby ci vanno in un doppio appuntamento, ma l'evento viene rovinato quando Ghiaccio, Fumo e Rebecca si introducono nell'edificio, i gemelli attaccando i presenti per far uscire allo scoperto Pyro Storm e Firestone con l'intento di filmare il tutto e ottenere un'esclusiva. Oltre a Pyro Storm, Miss Fatti e KC, anche Nick riesce a usare i suoi poteri per proteggere le persone a lui care, mentre Gibby, Jazz e i genitori si occupano di evacuare l'edificio. Nick viene tentato di uccidere gli avversari, ma Aaron e gli amici lo convincono a desistere. Nonostante le difficoltà, Ghiaccio e Fumo vengono alla fine sottomessi.
Firestone minaccia di rivelare al mondo che anche Nick è uno Straordinario, ma le madri di Jazz e Gibby distruggono la riprese e affermano che la perseguiteranno se lo dirà a qualcuno. Per prevenire ulteriori danni, Pyro Storm rivela pubblicamente la sua identità; di conseguenza, i suoi zii ricevono numerose minacce e il ragazzo è costretto a ritirarsi da scuola per il restante anno scolastico. 
Gibby termina il liceo e i ragazzi si promettono di rimanere sempre insieme a combattere il crimine. Si scopre che Owen è riuscito a evadere uccidendo una guardia e di lui si sono perse le tracce. Burke, dichiarandosi estraneo alla fuga del figlio e alle azioni di Ghiaccio e Fumo, afferma di essere riuscito a creare una cura per "guarire" gli Straordinari e si candida a sindaco con la promessa di prendere misure drastiche contro i super. Disilluso dalla corruzione ormai dilagante nella polizia, Aaron si dimette, mentre Nick assume il ruolo di Guardiano ereditandolo dalla madre.
Dopo aver ricevuto un biglietto, Aaron si incontra con KC e quest'ultimo si rivela a lui come Jenny, che è ancora viva.